# Steve Reich
Stephen Michael Reich (Nueva York, 3 de octubre de 1936) es un compositor estadounidense. Reich es conocido por ser uno de los pioneros del minimalismo, con John Cage, La Monte Young, Terry Riley y Philip Glass.
Reich en sus inicios desarrolló varias técnicas de composición musical, que incluyen el uso de loops en cinta —tal como en sus primeras obras It's Gonna Rain y Come Out—, efectos de fase repetidos —Phase Patterns, Violin Phase y Piano Phase— y nuevos conceptos musicales —en Pendulum Music, la retroalimentación con micrófonos y en Four Organs, el alargamiento—. Estas composiciones tuvieron una importante influencia en la música contemporánea estadounidense, aunque luego Reich ha ido abandonando la experimentación tecnológica para seguir explorando nuevas formas de expresión musical con el uso de ensembles estrictamente instrumentales, en obras como Drumming, Music for 18 Musicians, The Cave, City Life y Three Tales.
Numerosos críticos estadounidenses y británicos le conceden una gran relevancia, no tan compartida fuera del mundo anglosajón. Así The Guardian ha descrito a Reich como uno de los pocos compositores que «alteró la dirección de la historia de la música»; The New York Times lo sitúa «...entre los más grandes compositores del siglo»; The New Yorker, habla de él como «...el más original pensador musical de nuestro tiempo»; y, The Village VOICE, sencillamente dice que es «...el más grande compositor estadounidense vivo».
En el año 2006 Steve Reich fue distinguido con el prestigioso Praemium Imperiale y en el año 2007 con el Polar Music Prize. Reich ha recibido el Premio Fundación BBVA Fronteras del Conocimiento 2013 en Música Contemporánea por, según cita el acta, “una nueva concepción de la música, apoyada en la utilización de elementos realistas, vinculados a la vida cotidiana, y elementos provenientes de las músicas tradicionales de África y Asia”. Reich “ha abierto nuevas vías, creando un diálogo entre cultura popular y culta, entre modernidad occidental y tradiciones extraeuropeas, logrando una feliz combinación de complejidad y transparencia”.

## Biografía
Todos los músicos del pasado, comenzando con la Edad Media, estaban interesados en la música popular. (...) La música de Béla Bartók se hace enteramente con fuentes de música tradicional húngara. E Igor Stravinsky, aunque mintió acerca de ello, utilizó toda clase de fuentes rusas para sus primeros ballets. La gran obra maestra Dreigroschenoper, de Kurt Weill, utiliza el estilo del cabaret de la república de Weimar y por eso es una obra maestra. Arnold Schoenberg y sus seguidores (...) crearon un muro artificial, que nunca existió antes. En mi generación tiramos el muro abajo y ahora estamos de nuevo en una situación normal, por ejemplo, si Brian Eno o David Bowie recurren a mí, y si músicos populares remezclan mi música, como The Orb o DJ Spooky, es una buena cosa. Esto es un proceder histórico habitual, normal, natural.
Steve Reich.

### Años de estudio
Steve Reich nació en la ciudad de Nueva York el 3 de octubre de 1936. Cuando solo tenía un año, sus padres se divorciaron, y Reich pasó su primeros años entre Nueva York —donde vivía su padre, abogado— y Los Ángeles —el nuevo hogar de su madre, cantante y letrista. Cuando cumplió cinco años y tenía que empezar la escuela, el pequeño Steve se quedó con su padre, que fue quien realmente le crio. A esa edad comenzó a recibir lecciones de piano, de una forma convencional, que él describirá más adelante como «crecer con los favoritos de la clase media» —la Quinta de Beethoven, la Inacabada de Schubert, la obertura de Los Maestros cantores, los espectáculos de Broadway, grabaciones de Caruso, etc.— sin haber escuchado ninguna música escrita ni antes de 1750 ni después de 1900. A los catorce años, recuerda que tuvo la suerte de que uno de sus amigos le hiciera escuchar una grabación de La consagración de la primavera de Stravinsky; que pocos días más tarde oyó el 5.º Concierto de Brandeburgo y que adquirió sus primeros discos de jazz, de Miles Davis, Charlie Parker y Kenny Clarke 
Todo esto le hizo sentir que quería tocar jazz, y puesto que su mejor amigo ya era mejor pianista que él, decidió hacerse baterista y comenzó a estudiar percusión con Roland Kohloff, un músico local que más tarde sería timbalero de la «New York Philharmonic Orchestra». Reich tocó en varias bandas de jazz durante sus años de High School (secundaria). Durante este período también amplió sus intereses musicales, oyendo música del barroco (y anterior), así como música del siglo XX: Stravinsky, primero, que será una de sus pasiones; luego, Bartok y finalmente Schoenberg. Ingresó en la Universidad de Cornell y aunque se dedicó fundamentalmente a la filosofía, graduándose con honores en 1957 (B.A.) con una tesis sobre Ludwig Wittgenstein —Reich cuarenta años más tarde usará algunos textos suyos en obras como Proverb (1995) y You Are (Variations) (2004))— siguió algunos cursos de música con William Austin. Austin era un compositor, pianista y musicólogo que enseñaba «Historia de la música» de una manera muy particular, que a Reich le afectará: la primera parte empezaba con el canto gregoriano, llegaba hasta Johann Sebastian Bach y, entonces, venían... Stravinsky, Duke Ellington, Charlie Parker, Bartok, etc.; la segunda parte comenzaba con Haydn y llegaba hasta Wagner. Reich aún recuerda que creía que era muy mayor para ser compositor —Mozart empezó a los cinco, Bártok a los seis—, pero que hablando con Austin, se convenció de que 16 años era una buena edad para empezar. Su padre no creía que fuera lo más acertado ya que no tenía estudios preparatorios (no había estudiado de niño ni composición ni contrapunto) y, también, aunque calladamente, porque así seguiría los caminos de su madre. Pese a todo, Reich decidió dedicarse a la música.
El año que siguió a su graduación estudió en privado composición con Hall Overton, un pianista protegido de Vincent Persichetti y amigo de Thelonious Monk, una combinación que Reich considerará que fue maravillosa para él. Hall le instó a mejorar su técnica pianística con el estudio de las piezas del Mikrokosmos, de Bartok y, tras un año, le aconsejó ingresar en la Juillard School of Music, donde él era profesor. De 1958 a 1961, trabajó allí con William Bergsma y con Persichetti, a quien Reich recuerda como un profesor y una persona maravillosa. En esos años coincidió con Philip Glass en la Juillard, entablando una buena amistad que siempre ha conservado. Decidió marcharse a la Costa Oeste, a graduarse en el «Mills College», en Oakland (Bahía de San Francisco, California), para participar del prestigio que tenían sus profesores visitantes, Darius Milhaud y Luciano Berio. En esos años, o escribías como John Cage, Karlheinz Stockhausen o Berio o tu música era irrelevante, recuerda.
No obstante, más adelante Reich dirá que su tiempo en el Mills fue aburrido y frustrante, y que solo le fue valioso porque le condujo en la dirección opuesta a la esperada. Siguió sus estudios allí de 1961 a 1963: de Milhaud, ya envejecido y enfermo, recuerda que era «un hombre bueno, agradable» («a kind man, a nice man»), más interesado en sus recuerdos que en el análisis musical, pero que el semestre que pasó con él su contribución a su formación musical fue «menos que cero» («less than zero»). En los dos semestres que estuvo con Berio sí lo frecuentó, aunque no le inspiró mucho como profesor, ya que estaba más interesado en enseñar sus propias maneras que en favorecer las de sus estudiantes. En sus primeros intentos compositivos, Reich experimentó con la composición dodecafónica y con la técnica serial, pero poniendo más énfasis en los aspectos rítmicos de la serie que en los aspectos melódicos. Comentando una pieza para orquesta de cuerda del Reich estudiante, Berio observó ciertas tendencias tonales y le recomendó que si quería ser tonal, que escribiese verdadera música tonal. Ese consejo fue la influencia más valiosa para él, además de que al escuchar los ejemplos musicales que ponía en clase, decidió que tipo de música no quería componer: la que quería hacer aún no estaba clara, pero sí la que nunca iba a escribir.
Mientras asistía al Mills, para pagarse los estudios, Reich dio clases de rock progresivo en el «San Francisco's Hunter's Point» (un gueto) («enseñándoles su propia música... una clase muy divertida») y teoría y composición musical en la escuela de música de Kapp Street en la Mission. Reich se unió a un grupo de improvisación jazzista, con el violinista —y luego filósofo— George Rey, el chelista Gwen Watson, el teclista Tom Constanten —que formó Grateful Dead—, y el saxofonista y compositor Jon Gibson, que será «una influencia muy importante en mi pensamiento y también un apoyo en mi trabajo».
El quinteto tocaba una mezcla inhabitual de jazz y de Stockhausen. Concebido como un grupo de improvisación, que ilustra la atracción que sentía Reich por el jazz y su deseo de distanciarse de la composición académica, tras meses de sesiones semanales de improvisación, en gran parte subjetivas y extemporáneas, Reich se dio cuenta de que estaba en un callejón sin salida. Procuró remediarlo en noviembre de 1963, escribiendo la pieza Pitch Charts («Reparto de cartas»), con una notación gráfica derivada de los Tempi Concertati de Berio, en la que una serie de cajas marcaban en la partitura las notas, pero no el ritmo o el modo de tocarlas. En su último semestre escribió una pieza para la «San Francisco Mime Troupe», para voz, clarinete, violín rasgueado y kazooo, destinada a una producción de Ubu Roi en la que tocó con su ensemble. A ese concierto asistió Terry Riley, que se marchó a mitad del mismo. Al día siguiente, Reich fue a preguntarle a su garaje-estudio porqué se había ido y de esa forma se conocieron. El contacto con ese nuevo mundo artístico le resultó mucho más estimulante que el mundo serio y académico del Mills. «¡Adiós, Luciano! sí, seré tan tonal que no podrás soportarlo»., recordará en 1992.
En junio de 1963, obtuvo su máster en composición musical (M.A.), con una pieza en su tesis de jazz dodecafónico, escrita para piano, bajo, tambores, saxo tenor y trompeta, «una pieza de muy poco nivel que desearía olvidar» en la línea de la entonces de moda «third stream». La pieza fue interpretada por el propio Reich al piano y los miembros su grupo, John Gibson, Paul Breslin y Gwen Watson.

### Primeras composiciones. Minimalismo
Conduje un taxi en San Francisco, y en Nueva York trabajé como trabajador social por horas. Phillip Glass y yo tuvimos una compañía móvil durante un corto período. Hice todas clase de trabajos curiosos: enseñé brevemente en la «New School» y en la «School of Visual Arts» pero [...] comencé a vivir como intérprete en mi propio conjunto. Nunca hubiera pensado que así era cómo iba a sobrevivir financieramente. Fue una completa maravilla.
Steve Reich. De una entrevista con Gabrielle Zuckerman, julio de 2002.

Después de graduarse, comenzó a conducir un taxi. Un año antes, en 1962, ya había comenzado a experimentar de forma rudimentaria con grabaciones en cinta, pero en esa época comenzó a manipular las grabaciones trabajando con un Wollensak —la primera grabadora monoaural disponible en los comercios de Estados Unidos—, que más adelante complementó con una Viking —también monoaural—. A finales de 1963 terminó su primera pieza, una obra collage que resultó ser muy adecuada para la película experimental de Robert Nelson, Plastic Haircut. Como recordó en una entrevista que le hizo Michael Nyman en 1970, «grabo un trozo, paro la cinta, muevo la aguja, y, después, comienzo a grabar otra vez, esa era la forma de hacer cualquier empalme».
En febrero de 1964 terminó su primera pieza usando un instrumento musical, Music for Three Pianos or Piano and Tape, un trabajo desechado pero significativo como un anticipo de trabajos posteriores a 1966. La influencia directa era Refrain, de Stockhausen, una pieza en la que Stockhausen había adaptado a los vibráfonos las lentamente descendentes estructuras acórdicas de Morton Feldman. Reich creó una estructura cíclica de acordes repetidos, algunos derivados del jazz, una pieza que recuerda como «en alguna parte entre Morty Feldman y Bill Evans». Los acordes tocados por el primer piano son repetidos —tanto exactamente como en forma invertida, o rotos...— por el segundo y el tercero, dando por resultado una repetición de notas con el mismo timbre, pero sin la repetición de patrones rítmicos o el golpeo fijo de la pieza de su tesis universitaria. 
Cuando consiguió más encargos para obras en cinta, Reich adquirió ese mismo año 1964 un Sony 770, entonces lo mejor en esterofónico, y un Uher portátil —ambas grabadores adquiridas con un compañero del Mills, Phil Lesh, entonces cartero y que más tarde sería bajista de los Grateful Dead—. Reich metió el micrófono del Uher bajo el asiento del conductor de su propio taxi, y con las grabaciones que hacia mientras conducía, hizo un pieza-collage de tres minutos, cortada a mano, sobre puertas que se abren y cierran y discusiones sobre el precio de las carreras, obra que oportunamente tituló Livelihood [«Sustento»]. 
Reich tocaba a veces en el ensamble en el que estaba Terry Riley, el «San Francisco Tape Music Center», junto con Pauline Oliveros, Ramón Sender, Morton Subotnick y el mismo Riley. Con ellos, en 1964, estrenó la obra de Riley In C, y él fue quien sugirió el uso del pulso de semicorchea que ahora es habitual en la ejecución de la obra. Con ellos produjo, en 1965, Oh Dem Watermelons, una obra para voz y cinta, de nuevo para una película de Robert Nelson, una obra que era ya, básicamente, un trabajo de cinta, con el empleo repetido de frases y un gran canon en cinco partes.
Riley, que había estado explorando sus propias técnicas repetitivas desde 1960 —como resultado de la influencia en él de La Monte Young, un pionero del minimalismo—, influyó mucho en el desarrollo posterior del estilo de Reich. La estructura libremente aleatoria de In C, con su combinación de patrones musicales simples, desiguales en tiempo y que poco a poco van cambiando, fue adoptada para componer su primer trabajo importante, It's Gonna Rain [«Va a llover»]. Comenzada a finales de 1964, pero solo finalizada en 1965, la obra parte de una grabación realizada con la grabadora Uher en la esquina de Union Square, donde un predicador negro —el Hermano Walter, de los Black Pentecostal—, sermoneaba sobre Noé, el diluvio universal y la llegada de un nuevo fin del mundo, que los presentes oían con el recuerdo aún reciente de la crisis de los misiles cubanos y de una posible guerra nuclear. Reich construyó su primera obra importante en cinta con segmentos de esos sermones cortados y arreglados, repitiéndose en múltiples bucles, que eran tocados «en» y «fuera de fase».

### Vuelta a Nueva York
El hecho es, si fuiste a París y desenterraste a Debussy y le dijiste, «Perdón, señor… ¿es usted un impresionista?», él diría probablemente «¡Mierda!» y volvería a su sueño. Ésa es una preocupación legítima de musicologos, historiadores de la música y periodistas, y es una manera conveniente de referirse a mi, a Riley, a Glass, a La Monte Young [...] llegó a ser el estilo dominante. Pero, cualquiera que se interese por el impresionismo francés sabrá qué diferentes eran Debussy, Ravel y Satie y esto vale para lo que se llama minimalismo. [...] Básicamente, esa clase de palabras se toman de la pintura y la escultura, y se aplican a los músicos que compusieron en la misma época en que esa pintura y escultura se estaban haciendo [...].
Steve Reich. De una entrevista con Rebecca Y. Kim, 2000

En septiembre de 1965 Reich volvió a Nueva York y comenzó a dar algunos conciertos con sus obras en galerías de arte y a frecuentar a algunos pintores y escultores como Sol LeWitt y Robert Smithson y al cineasta Michael Snow, que más adelante serían conocidos como «minimalistas». Paula Cooper tenía la «The Park Place Gallery», y algunos artistas le invitaron a que diera un concierto allí, primero en el año 1966 con obras de cinta y más tarde en el 1967. Los conciertos de «The Park Place Gallery», fueron un éxito y Reich recuerda que a uno de ellos incluso asistió Robert Rauschenberg. Acudían pintores, escultores, cineastas y coreógrafos, pero no compositores, salvo Phil Corner y James Tenney. Algunos de esos pintores y escultores le ayudaron a conseguir más actuaciones: Sol LeWitt le compró en 1970 una partitura de Four Organs y alguna otra más, y ese dinero le sirvió para adquirir el Glockenspiel que usará en Drumming; Bruce Nauman le ayudó a conseguir un concierto en el Museo Whitney en la primavera de 1969 —se celebró el 27 de mayo, como parte del espectáculo «Anti-Illusion», y se tocaron Four Log Drums, Pulse Music, Pendulum Music (con Bruce Nauman, Steve Reich, Richard Serra, Michael Snow y James Tenney) y Violin Phase—; Richard Serra, por su parte, le consiguió otro en el Museo Guggenheim. Era una situación que le resultaba muy estimulante y comenzó a ser conocido en los ambientes musicales y artísticos neoyorquinos. (Reich volvió al Whitney en 1978 y en 1981 como parte de la serie Composer’s Showcase, en que se estrenaron muchos de sus obras. El 15 de octubre de 2006, le dedicó un festival de cuatro horas para conmemorar su septuagésimo aniversario.
| Los «museos» neoyorkinos de Steve Reich | Los «museos» neoyorkinos de Steve Reich | Los «museos» neoyorkinos de Steve Reich | Los «museos» neoyorkinos de Steve Reich |
| --------------------------------------- | --------------------------------------- | --------------------------------------- | --------------------------------------- |
|                                         |                                         |                                         |                                         |
| Museo Whitney.                          | Museo Guggenheim.                       | Museo de Arte Moderno.                  |                                         |

Formó su propio conjunto en 1966, al principio solo con Art Murphy y Jon Gibson, grupo que poco a poco fue creciendo hasta alcanzar, en 1971, los 12 músicos para interpretar Drumming, momento en el que se llamó «Steve Reich and Musicians». Al principio nadie tenía nada de dinero y los miembros tocaban porque estaban interesados en lo que hacían («confiamos en ti y queremos ver lo que puedes crecer»). Una vez que comenzaron a tener actuaciones, los miembros comenzaron a ser pagados. De forma asombrosa, como recuerda Reich, Russ Hartenberger y Bob Becker, se unieron al grupo en 1971 y todavía ahora forman parte de él, simultaneándolo con su trabajo en el ensemble canadiense Nexo, uno de los mejores grupo de percusión del mundo. «Steve Reich and Musicians» sigue actuando a día de hoy, con una formación flexible que va desde los 2 a los 18 músicos, y ha viajado con frecuencia por todo el mundo, actuando en lugares tan diversos como el Carnegie Hall o el Bottom Line Cabaret.
It's Gonna Rain fue bien recibida en Nueva York y escuchada por algunas personas que fueron a su estudio. Le pidieron si podría hacer algo parecido para una campaña benéfica para obtener fondos con el fin de intentar la revisión de la condena en un juicio por disturbios raciales, en que seis chicos de color fueron arrestados en 1966 acusados de matar a un policía, caso conocido como los «Harlem Six». Le dieron un lote de 10 cintas con grabaciones de los acusados, y eligió a uno de ellos, Daniel Hamm, de 19 años, que luego sería absuelto ya que se logró demostrar que había sido torturado en la comisaría de Harlem, y que por eso había admitido participar.
Compuso Come Out (1966), una obra de 13 minutos en que hace uso de una sola línea hablada, también manipulada, en la que Daniel, mostraba una de sus heridas para convencer a la policía de que había sido golpeado. La línea hablada incluye la frase «dejar la sangre de la magulladura salir para mostrárselo». («to let the bruise blood come out to show them»). Reich regrabó el fragmento «salir para mostrárselo» («come out to show them») en dos canales, que se tocan inicialmente al unísono, pero que rápidamente se desincronizan. La discrepancia se ensancha y se convierte gradualmente en una reverberación. Las dos voces, en un bucle continuado, se dividen en cuatro, después en ocho, y continúan dividiéndose hasta que las palabras reales ya no son inteligibles, dejando al oyente, solamente, con el discurso de un patrón rítmico y tonal. 
Come Out fue interpretada en un concierto en «The Park Place Gallery» al que asistió David Behrman —por entonces asistente de John McClure, al frente de «Columbia Masterworks»— que le propuso grabarla. En diciembre de 1967 «Columbia Records» sacó simultáneamente 20 grabaciones de compositores contemporáneos, como Gordon Mumma, John Cage, Milton Babbitt, Stockhausen o el mismo Reich en la serie de «New Sounds in Electronic Music». El disco agrupaba Come Out de Steve Reich, con Night Music de Richard Maxfield y I of IV de Pauline Oliveros. Alan Rich, crítico de «Time» eligió Come Out como la mejor de todas las obras de la serie. Fue todo un espaldarazo para la carrera de Reich, que empezó a realizar entrevistas radiofónicas para la NYC o la WBAI.
Empezó a interesarse por la aplicación de la técnica de cambios de fase, de sus piezas de cinta, a la interpretación en vivo. En 1966 compuso su primera pieza para ser interpretada en vivo, Reed Phase, una pieza en la que Jon Gibson tocaba una melodía pregrabada en el saxo tenor y, más tarde, en escena, dos cintas la reproducían controlando el intérprete ambas velocidades. Le siguieron, en 1967, Piano Phase, una obra para dos teclados, con los intérpretes turnándose «en» y «fuera de fase», y Violin Phase, una pieza en la que Paul Zufofsky tocaba contra varios bucles pregrabados. 
Ese mismo año 1967 compuso una obra conceptual, Slow Motion Sound, muy del tipo Fluxus, que solo constaba de una breve descripción: «Muy gradualmente hacer más lento un sonido grabado muchas veces su longitud original, sin que cambien ni el tono ni el timbre» («Very gradually slow down a recorder sound to many times its original lenght without changing its pitch or timbre at all».). Más adelante, cuando la técnica lo permita, Reich retomará esta línea de investigación. 
Un ejemplo de un procedimiento musical similar fue la pieza Pendulum Music, del año 1968, que consistía en el sonido grabado de varios micrófonos oscilando sobre unos altavoces a los que estaban unidos, reproduciendo lo que captaban, produciéndose una retroalimentación («feedback») mientras lo hacían. A medio camino entre escultura sonora y performance musical, la obra se estrenó en 1968 —puesta en práctica por Steve Reich en compañía del pintor William Wylie— y después, en 1969, se programó en el Whitney Museum, con Reich en compañía de artistas como Bruce Nauman, Michael Snow, Richard Serra y James Tenney. (Esta pieza ha sido reconstruida en 1996 por el grupo Bang on a Can para el 60.º aniversario de Steve Reich y en 1999 por Sonic Youth y Jim O'Rourke para el álbum «Goodbye 20th Century».)
En el año 1969, Philip Glass le hospedó durante 3 meses, y ambos, muy próximos en esa época, tuvieron la oportunidad de trabajar con uno de sus modelos, con Moondog, al que ambos calificaron como «fundador del minimalismo». (Moondog rehusó este título, no por modestia, sino porque él se consideraba heredero directo de la música contrapuntistica de los grandes clásicos, sobre todo de Bach). Ese mismo año 1969, David Behrman supervisó también «Live/Electric Music in 1969», que contenía dos obras de Steve Reich: Violin Phase y It's Gonna Rain. (Se puede encontrar los primeros registros discográficos de Reich, los más experimentales, en la compilación «Early Works»).

### Los años 1970
En 1970 volvió a la idea de Slow Motion Sound de ralentizar un sonido grabado reduciendo varias veces su longitud original, sin cambios de tono o de timbre. Compuso Four Organs (1970), para cuatro órganos eléctricos y maracas, pero ocupándose esta vez específicamente del fenómeno del aumento («augmentation»), del alargarmiento temporal de frases y fragmentos melódicos. En la obra, las maracas tocan un pulso rápido de corcheas, mientras que los cuatro órganos tensionan ciertas corcheas usando un acorde de oncenas, resaltando la repetición y el cambio rítmico sutil que poco a poco se va produciendo. Es una obra única en el conjunto de las obras de Reich, al tener un desarrollo lineal, muy diferente de las obras cíclicas de trabajos anteriores. Por ejemplo, es muy diferente de Phase Patterns, de ese mismo año y también para cuatro órganos (pero sin maracas), que como el nombre sugiere, es una obra de fase similar a otras compuestas durante el período. Four Organs fue interpretada como parte de un programa de la Boston Symphony Orchestra, y fue la primera composición de Reich que se estrenó en una sala de conciertos tradicional. 
En el verano de 1970, con la ayuda de una beca del «Institute for International Education», Reich estudió percusión en el «Institute for African Studies» en la Universidad de Ghana en Acra. Durante cinco semanas, aprendió con el maestro percusionista Gideon Alerwoyie. En 1962 Reich ya había conocido el libro de A.M. Jones, Studies in African Music, acerca de la música del pueblo Ewe (una tribu ghanesa), y más tarde el trabajo de Colin Mcphee, Music in Bali, y, por fin, pudo profundizar en sus enseñanzas. De su experiencia africana, sacó la inspiración para su siguiente obra, una pieza de 90 minutos que compuso poco después de su vuelta, y que de forma significativa llamó Drumming [«Tamboreando»]. Drumming fue estrenado en el Museo de Arte Moderno de Nueva York, en una sala que no había sido usada para la música desde un primer concierto para percusión de John Cage. Compuesta para un conjunto de nueve percusionistas con voces femeninas y flautín, Drumming marcó el principio de una nueva etapa en su carrera, ya que en esa época tomo forma definitiva su propio conjunto, «Steve Reich and Musicians», al que se dedicaría desde ese momento en exclusiva como compositor y ejecutante. «Steve Reich and Musicians» fue durante muchos años el único conjunto que interpretó sus composiciones, y aún hoy todavía permanece activo con muchos de sus miembros originales. Por esa época, 1971, Michael Nyman le consiguió su primer concierto en Londres, en el ICA. Un año más tarde, estrenó Drumming en la Hayward Gallery londinense, con ocasión de una exposición de Rothko: como Reich no tenía forma de reunir los 12 músicos, participaron el propio Nyman y Gavin Bryars.
Tras Drumming, Reich siguió investigando la técnica, que él había iniciado, del «desplazamiento de fase» («phase shifting»), y comenzó a escribir piezas más elaboradas. Por esa época, 1973, escribió trabajos como Music for Mallet Instruments, Voices and Organ y Six Pianos.
En el curso 1973-1974 estudió «Balinese Gamelan Semar Pegulingan» y «Gamelan Gambang» con I Nyoman Sumandi en la American Society for Eastern Arts —en Seattle y en Berkeley (California)—. Por aquellos años el gamelan era aún bastante poco conocido y para Reich supuso una vuelta a las raíces de la música. En los años 1960 y 1970 la música no occidental era la vía quizás más atractiva para innovar la composición occidental. Bali, Java, África, India, eran maneras de reconocer las bases de la música —el centro tonal y los pulsos rítmicos— que se habían perdido con la música serial y aleatoria de esos años. Henri Cowell, John Cage, Lou Harrison, Riley, La Monte Young, Philip Glass, todos ellos estudiaron con maestros locales y sacaron provecho de esos estudios y con John Adams, Michael Torke, Michael Gordon, David Lang esa música ha llegado a ser parte de nuestro universo musical.
Reich ya comenzaba a ser un autor muy conocido y Deutsche Grammophon (DG) le firmó un contrato, fruto del cual realizó la grabación, en enero de 1974, en Hamburgo, de un triple LP conteniendo sus obras Drumming, Six Pianos y Music for Mallet Instruments, Voices and Organ, en el que además de miembros de su ensemble, contó con las colaboraciones de Glen Vélez y de Cornelius Cardew. El lanzamiento no tuvo mucho éxito ya que se vendieron muy pocas copias (aunque fue relanzado en un doble CD más adelante con más éxito).
En 1974, Reich comenzó a escribir Music for 18 Musicians (Música para 18 músicos), el número de integrantes de su ensemble, una pieza que acabaría dos años más tarde. Seguramente es la obra de Reich que más éxito ha tenido y para muchos, es lo que se llamaría su trabajo seminal. Esta pieza implicó muchas nuevas ideas, aunque algunas ya fueron escuchadas en piezas anteriores. La obra se organiza alrededor de un ciclo de once acordes introducidos al principio, seguidos por un pequeños trozos basados en cada acorde, y por una vuelta final al ciclo original. Las secciones se nombran conveniente, «Pulses», «Section I-XI», y nuevamente, «Pulses». Este fue el primer intento de Reich de escribir una obra para conjuntos mayores, con más ejecutantes, que permitía un mayor alcance de los efectos psicoacústicos, cosa que fascinó a Reich, que ya anotó por esa época que le gustaría «explorar esta idea más» («explore this idea further»). Reich comentó que en los primeros cinco minutos, este trabajo contenía más movimiento armónico que cualquier otra obra que él hubiera escrito. 
DG grabó la pieza, pero no estaba muy segura de lanzarla debido al relativo fracaso de ventas de Drumming. A Reich le propusieron entonces sacarla en el sello ECM, y recuerda que al principio lo rechazó diciendo que su obra no era jazz. Bob Hurwitz —entonces en ECM y luego al frente de Nonesuch—, le convenció y vendieron más de 100  000 copias en los siguientes dos años, promocionando la obra en emisoras de radio de rock progresivo y jazz experimental. Para Reich, fue una suerte haber accedido, ya que desde ese momento gozó de un amplio prestigio y difusión en la escena musical internacional. 
A mediados de los 1980 firmó un contrato con la editora Universal para sus nuevas obras. Dado que Drumming no tenía partitura, fue un problema durante bastante tiempo, ya que muchos grupos querían tocarla. Le propusieron hacerla y contrataron a un estudiante de doctorado, Mark Mellitz, que tras transcribir paciente e íntegramente la pieza grabada —en más de 400 páginas—, finalmente logró con la ayuda de Reich, hacer una notación más sencilla que pudieron acabar en 1998 y con la que se toca actualmente la obra).
En 1976 Recih se casa por segunda vez, con la videoartista, Beryl Korot (Nueva York, 1945). A partir de ese momento, Reich siente un renovado interés por su herencia judía, se vuelve más religioso, y comienza a estudiar, sobre todo en 1977, las formas tradicionales del «cantillation» (el cantar) de las escrituras hebreas, tanto en Nueva York como en los viajes que realiza a Jerusalén. Este interés no se reflejará en ese momento en su obra, y solo fructifirá a partir de obras como Tehilim (1981).
Reich siguió explorando ideas en sus siguientes obras, en Music for a Large Ensemble (1978) (una de sus obras más grabadas) y en Octet (1979). En estos dos trabajos, Reich experimentó con «la respiración humana como la medida de duración musical… los acordes tocados por las trompetas se escriben para que el músico pueda respirar cómodamente». Las voces humanas son parte de la gama de colores musical en Music for a Large Ensemble, pero la parte vocal, muda, simplemente forma parte de la textura (como lo hace en Drumming). Con Octet y sus primeras variaciones de orquesta, las Variations for Winds, Strings and Keyboards (también 1979), la música de Reich demostró la influencia del «Cantillation» bíblico, que había estudiado en Israel desde el verano de 1977. Después de esto, la voz humana que canta un texto desempeñaría un papel cada vez más importante en la música de Reich. 

La técnica […] consiste en tomar patrones melódicos preexistentes y encadenarlos juntos para formar una melodía más larga al servicio de un texto santo. Si quitas el texto, te dejan con la idea de juntar motivos pequeños para hacer largas melodías —una técnica que no había encontrado antes.
Steve Reich

A finales de los años 1970, Reich publicó un libro, Writings About Music, conteniendo ensayos con su filosofía, estética, y proyectos musicales escritos entre 1963 y 1974. Una colección actualizada, Writings On Music (1965-2000), fue publicada en 2002.

### Los años 1980
El trabajo de Reich adquirió un carácter muy diferente, algo más oscuro, en los años 80, con la introducción de temas políticos y de referencias a su herencia judía. Reich no había compuesto hasta ese momento ninguna obra vocal al modo tradicional, y para hacerlo eligió poner música a uno de los textos más conocidos del judaísmo, el Libro de los Salmos —salmos 19:2-5 (19:1-4 en traducciones cristianas), 34:13-15 (34:12-14), 18:26-27 (18: 25-26), y 150:4-6—, aunque al igual que hizo Stravinski con el latín en la Sinfonía de los Salmos, eligió el texto original hebreo, estableciendo una distancia histórica que le permitió una cierta abstracción y una percepción casi lingüística de la parte vocal. En esta obra Reich no emplea ninguno de los repetitivos patrones de obras anteriores, iniciando una vía claramente melódica que será un punto de partida para otros trabajos. Tehillim (1981), consta de cuatro partes, y se anota para un conjunto de cuatro voces femeninas (soprano alto, dos sopranos líricos y un alto), flautín, flauta, oboe, corno inglés, dos clarinetes, seis percusionistas (que tocan pequeños tambourines templados sin cascabeles, aplausos, maracas, marimba, vibráfono y crótalos), dos órganos electrónicos, dos violines, viola, violoncelo y bajo doble, con voces amplificadas, cuerdas y vientos. 
Tehillim suscitó en Reich un interés directo por el lenguaje, como él mismo comenta:

Cuando estaba trabajando por vez primera en ella mi esposa me dijo: «¡estás realmente cantando! [risas] Estás cantando melodías con palabras!» Era la primera vez que escribí melodías en ese sentido. Tehillim es una obra sobre la melodía. Era emocionante hacer algo absolutamente diferente después de haber trabajado cerca de quince años con patrones melódicos
 «From New York to Vermont: Conversation with Steve Reich», entrevista con Rebecca Y. Kim 

Este interés siguió en su siguiente obra, la cantata de casi 50 minutos Desert Music, sobre un poema de William Carlos Williams (1984), uno de los poetas que fascinaran a Reich durante toda su vida. Por vez primera, Reich se atrevió directamente con el inglés, y para ello usó la mayor y más diversa orquestación de toda su carrera. Reich alternó producciones de gran escala para orquesta —The Four Sections (1987)— con composiciones para instrumentos solistas con cinta electrónica: Vermont Counterpoint (para flauta amplificada, escrita para Ransom Wilson en 1982), New York Counterpoint (para clarinete amplificado escrita para Richard Stoltzman en 1985) y Electric Counterpoint (para guitarra eléctrica, escrita para Pat Metheny en 1987). Todas estas obras hacen uso de multilineas (en alguna obra, hasta once) con el instrumentista tocando en vivo.
En 1984, un encargo conjunto de la compañía de danza «Laura Dean Dancers and Musician» y del Gobierno francés —en su caso para ser interpretada por el grupo Nexus—, le llevaron a componer una nueva obra, Sexteto. El ballet de Laura Dean se llamó Impact y fue estrenado en el «Brooklyn Academy of Music's Next Wave Festival», y les supuso la concesión del «Bessie Award» en 1986, tanto a Reich como a Laura Dean. 
Su siguiente composición fue Different Trains [«Trenes diferentes»] (1988), para cuarteto de cuerdas y cinta, una obra en la que Reich de nuevo utilizó fragmentos de voces registradas, como en sus trabajos anteriores, pero esta vez con un fin melódico más que como un elemento rítmico. En Different Trains Reich compara y contrasta sus recuerdos de la niñez, cuando entre 1939 y 1941 viajaba en tren acompañado por su niñera Virginia —de uno a otro lado del país, de Nueva York a California y de nuevo de vuelta—, con los que podrían haber sido esos viajes en tren de ser un niño judío nacido en esos años en Europa, entonces bajo el régimen nazi, unos viajes en tren que los conducían a la muerte. La obra se organiza en tres partes: en la primera, «América, antes de la guerra», Reich usó grabaciones con las voces de su niñera y de un revisor (ambos aún en ese entonces todavía vivos); en la segunda parte, «Europa, durante la guerra», empleó las voces de Rachella, Paul y Rachel, tres supervivientes de los campos de concentración, de su misma edad, que explicaban su experiencia; en la tercera parte, «Después de la guerra», usó las grabaciones de todos ellos entremezcladas.
El «New York Times» saludó la obra como «un trabajo de tan asombrosa originalidad que un gran descubrimiento parece la única descripción posible... posee un impacto emocional absolutamente horrendo». La grabación del Kronos Quartet de Different Trains consiguió el Premio Grammy a la «Mejor composición contemporánea clásica» en 1990.
|                                                                                          |                                    |
| Uno de los trenes en que viajaba Reich de un lado a otro de América (el MILW U25B 5005). | Imagen de la deportación a Chelmo. |

### Los años 1990
A principios de los años 1990, Reich ya gozaba de una importante reputación internacional como compositor, lo que le permitió abordar algunos proyectos más ambiciosos. Fruto de un encargo conjunto de varios festivales de música —Festivales de Viena, Ámsterdam, París, Berlín, Londres y Nueva York— Reich abordó en 1990 la composición de su primera ópera, The Cave («La cueva»), una obra en la que contó con la colaboración de su esposa, la videoartista Beryl Korot, y que no finalizó hasta 1993. La obra, en tres actos, es descrita como «una pieza teatral de video de música documental» («documentary music video theater piece») y se organiza alrededor de una proyección de video en cinco grandes pantallas, con un conjunto de percusión, voces y cuerdas tocando en vivo bajo ella. 

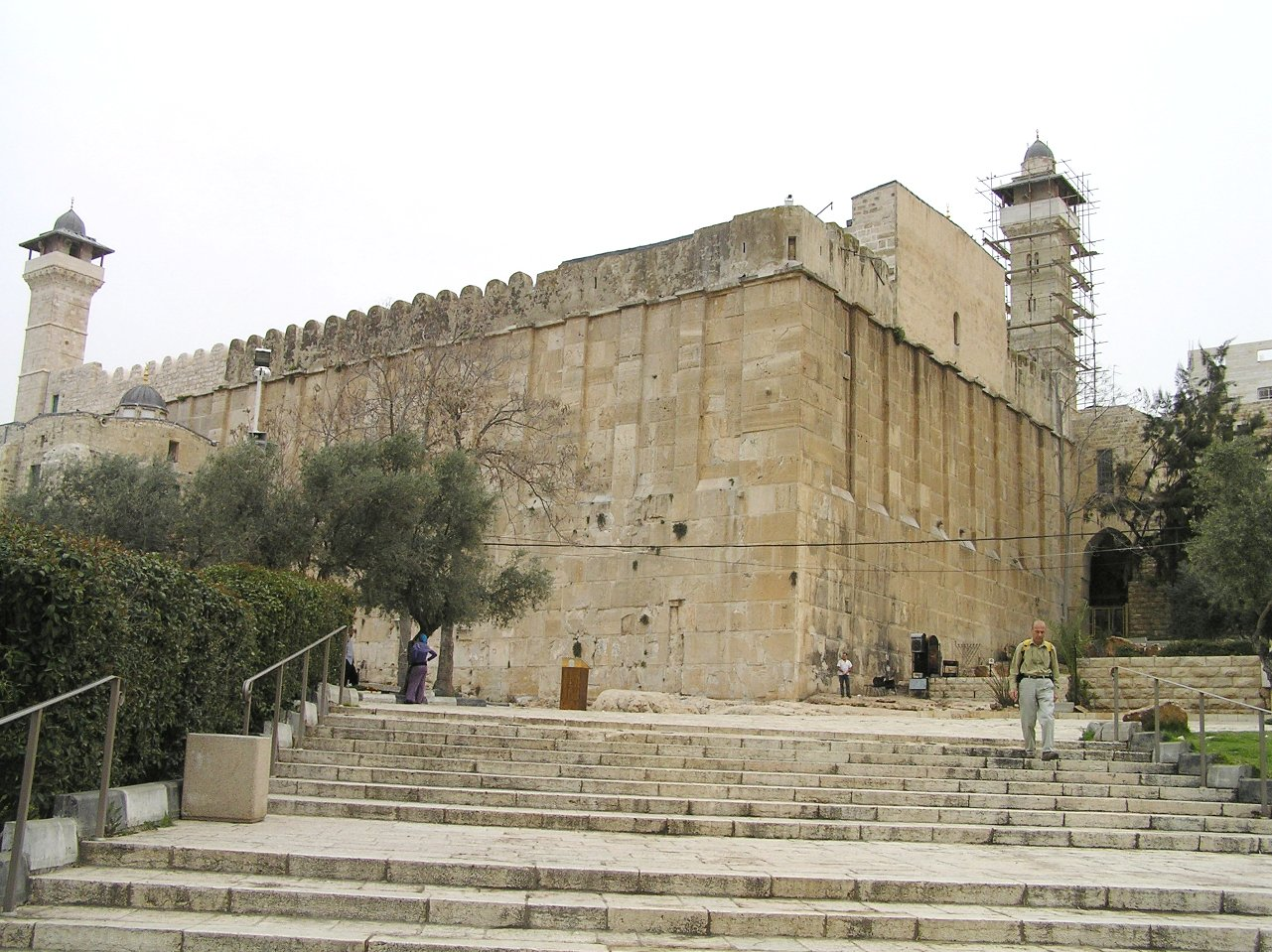
El muro de Herodes en Hebrón.

En el relato bíblico, Abraham compra la cueva de Macphelan a Ephron el hitita, para enterrar a su esposa Sara. La «Cueva de los Patriarcas», como desde entonces se conoce, se convirtió en el lugar de reposo final no sólo de Sara, sino también del propio Abraham y sus descendientes. Para los judíos, la cueva es también un camino de vuelta al Jardín del Eden y se dice que Adán y Eva están enterrados en ella. La cueva tiene también una gran significación religiosa para los musulmanes: si los judíos son descendientes de Abraham y Sara, a través de su hijo Isaac, los musulmanes remontan su linaje a Abraham —Ibrahim— a través de su hijo Ismael, nacido de Hagar, sirvienta de Sara. 
La cueva, situada en la ciudad árabe de Hebrón (Cisjordania), no es accesible al haberse construida sobre ella. Las ruinas revelan una larga historia de demandas y conflictos: permanece el muro que Herodes erigió alrededor de la cueva; se han descubierto ruinas de una iglesia bizantina; y resta, finalmente, la mezquita construida en el siglo XII. Desde 1967 la mezquita está bajo jurisdicción musulmana aunque el ejército israelí mantiene su presencia en el lugar. Aunque las tensiones son muy altas, sigue siendo el único lugar en la Tierra donde judíos y musulmanes adoran juntos.
En esta obra Reich exploró las diferentes raíces del judaísmo, cristianismo e islamismo mediante una confrontación con la historia bíblica. La obra narra el relato bíblico de Abraham y, simultáneamente, en la pantalla van apareciendo las entrevistas de video de personajes contemporáneos. Las preguntas que se hacen son solamente cinco —¿quién es, para ti, Abraham? ¿quién es Sara?, ¿quién es Hagar?, ¿quién es Ismael? y ¿quién es Isaac?—; en el primer acto, se formulan a personajes israelíes; en el segundo, a palestinos; y, en el tercero, a estadounidenses. Las preguntas son repetidas musicalmente por el ensemble. 
The Cave fue estrenada el 15 de mayo de 1993 en Viena, luego viajó por Europa, y abrió finalmente, en octubre de ese mismo año, el «Brooklyn Academy of Music's Next Wave Festival». La obra tuvo una excelente acogida y el «Time Magazine» la definió como una «ojeada fascinante de como será la ópera en el siglo XXI». («a fascinating glimpse of what opera might be like in the 21st century»). Del estreno en Chicago, John von Rhein en el «Chicago Tribune» escribió, «las técnicas usadas en esta obra tienen el potencial de enriquecer la ópera como arte vivo en el nuevo milenio... The Cave impresiona, en última instancia, como un trabajo poderoso e imaginativo de música teatral de alta tecnología, que vuelve a un presente preocupado con un diálogo resonante con el pasado, y nos invita a considerar de nuevo nuestro herencia cultural compartida.» (Nonesuch hizo una grabación de la obra y una nueva versión fue repuesta en Chicago en abril de 1996.)
En los años siguientes, Reich compuso varias obras de pequeña escala, como Duet (1993) y Nagoya Marimbas (1994). Ese mismo año 1994, Steve Reich fue elegido miembro de la American Academy of Arts and Letters (Academia Estadounidense de las Artes y las Letras), el primer gran reconocimiento en el mundo musical de su país, primero de una larga serie de reconocimientos que los años siguientes irán ampliándose por todo el mundo. Al año siguiente, en 1995, compuso su obra City Life, que incorpora el uso de técnicas de muestreo («sampling techniques») en un marco de instrumentación convencional. Es una música densa hecha con los sonidos cotidianos de la ciudad, trepidantes y repetitivos como cláxones, frenazos, sirenas de coches, alarmas... En el último movimiento, Reich incluso empleó alguna de las comunicaciones del cuerpo de bomberos provenientes del día del atentado contra las Torres Gemelas de 1993. Esta obra tuvo un gran éxito. Ese mismo año 1995 fue elegido también miembro de la Bavarian Academy of Fine Arts.
En junio de 1997, en la celebración de su sexagésimo cumpleaños, Nonesuch lanzó una caja de 10-CD con sus obras, alguna de ellas grabadas por vez primera y otras remezcladas. En 1998, la crema de los músicos electrónicos de los años 1990 le rindió un homenaje participando en un CD —«Reich Remixed», Nonesuch, 1999— en el que artistas como Coldcut, Howie B, Andrea Parker, Tranquility Bass, Mantronik, Nobukazu Takemura, D*Note, DJ Spooky y Ken Ishii colaboran con una pieza a partir de una o varias obras de Steve Reich.
Obtuvo un segundo Premio Grammy en 1999, por la obra Music for 18 Musicians, grabada también en Nonesuch. En julio de 1999 el «Lincoln Center Festival» presentó una gran retrospectiva con sus obras. Un año antes, en 1988, el South Bank Centre de Londres, montó una retrospectiva similar programando varios conciertos. 
En 1999 compuso Know What Is Above You («Sabe que está sobre ti») y el Gobierno francés le nombró Commandeur de l'ordre des Arts et Lettres. 

### Los años 2000
El año 2000 fue un año de nuevos reconocimientos públicos; ese año le concedieron el «Schuman Prize» de la Universidad de Columbia, la «Montgomery Fellowship» del Dartmouth College, el «Regent’s Lectureship» de la Universidad de California en Berkeley, un doctorado honorífico del California Institute of the Arts y, además, fue nombrado Compositor del año por el «Musical America Magazin»e. 
En el año 2002, Reich y Beryl Korot finalizaron una nueva colaboración, que habían iniciado en 1997, la obra Three Tales (Tres cuentos), una nueva clase de teatro musical u ópera que incluye película, entrevistas de video, fotografías y textos, montados con ordenador y proyectados en una gran pantalla de unos 9 metros, bajo la que los cantantes y 16 instrumentistas tocan. La obra dura poco más de una hora y es una reflexión profunda sobre el progreso científico y el uso de la tecnología. La ópera tuvo una excelennte acogida y el estreno completo tuvo lugar en el Festival de Viena del año 2002 («Hindenburg», el primer acto, se estrenó primero en el festival de Spoleto en mayo de 1998). La gira continuo con estrenos ese mismo año por toda Europa —Holland Festival (Ámsterdam), Settembre Musica (Turin), Barbican Centre (Londres), Musica Strasbourg, Festival d'Automne à Paris (Cité de la Musique), Centro Culturel de Belem (Lisboa), Hebbel Theater (Berlín)—, Norteamérica —Spoleto Festival (Charleston), Next Wave Festival at the Brooklyn Academy of Music (Nueva York), June in Buffalo Festival (versión película, 2003), Krannert Hall, University of Illinois (con video de Beryl Korot, 2003) y Atheneum Theater (Chicago, con video de Beryl Korot, 2003)—, Australia —Perth Festival (2003)— y Hong Kong —Hong Kong Festival (2003)—.
| Los argumentos de la ópera «Three Tales» | Los argumentos de la ópera «Three Tales»                    | Los argumentos de la ópera «Three Tales» | Los argumentos de la ópera «Three Tales»              | Los argumentos de la ópera «Three Tales» | Los argumentos de la ópera «Three Tales» |
| ---------------------------------------- | ----------------------------------------------------------- | ---------------------------------------- | ----------------------------------------------------- | ---------------------------------------- | ---------------------------------------- |
|                                          |                                                             |                                          |                                                       |                                          |                                          |
| El zepelín Hindenburg.                   | Accidente del Hindenburg (Nueva Jersey, 6 de mayo de 1937). | Atolón de las Bikini.                    | Explosión atómica en 1946 en el Atolón de las Bikini. | Dolly.                                   | El clon de Dolly.                        |

En el primer cuento, «Hindenburg» (sobre el dirigible Hindenburg), utiliza material histórico como fotografías y una entrevista grabada que proporcionan el soporte para el texto sobre el famoso zepelín. Comenzando con la explosión final el 6 de mayo de 1937, en Lakehurst, Nueva Jersey, también incluye material sobre la construcción de zeppelines en Alemania en 1935 y de su última travesía del Atlántico. La actitud inequívocamente positiva hacia la tecnología se refleja en los mensajes de los locutores de la época.
El segundo cuento, «Bikiní», se basa en fotografías y textos sobre las pruebas de la bomba atómica que se hicieron en el atolón de las Bikini entre los años 1946 y 1954. Narra el desalojo y relocalización de los habitantes del atolón, que vivían al margen del mundo occidental que determinó su destino. Mientras que Hindenburg se presentaba, más o menos cronológicamente, en cuatro escenas con un silencio y un fundido en negro que las separaban, en Bikini se montan tres bloques de imágenes/música que se repitan en un ciclo repetido tres veces, conformando una cierta meditación cíclica sobre los acontecimientos. Una pequeña coda explora el período tras las explosiones, con lo que finaliza el cuento. Entremezcladas, hay dos historias, que recoge el Génesis, diferentes sobre la creación de los seres humanos; en una, el primer hombre es creado, junto con la mujer, para controlar y dominar todos los animales y plantas de la tierra; en la segunda, el hombre es creado con barro, la mujer con una de sus costillas, y ambos son puestos en el edén para servirlo y guardarlo. Estas dos historias sobre la creación representan dos tipos muy diversos de realidad humana presentes en nosotros de diferentes formas. No son cantadas, sino interpretadas por la percusión y los pianos, como si existieran (como lo hacen de hecho) en otra dimensión.
El tercer cuento, Dolly, con textos y una entrevista, trata sobre la reproducción de una oveja adulta en Escocia en 1997. En él se ocupa extensamente de la idea del cuerpo humano como máquina, de la ingeniería genética, la evolución tecnológica y la robótica. Mientras que en «Hindenburg» Reich utilizó solo una entrevista del presente para comentar el pasado, y en «Bikini» no utilizó ninguna, Dolly está lleno de fragmentos de entrevistas a miembros de las comunidades científica y religiosa. Se oye, entre otros, a James D. Watson, Richard Dawkins, Stephen Jay Gould, Rodney Brooks, Marvin Minsky, Steven Pinker, Sherry Turkle, Bill Joy, Jaron Lanier y Rabbi Adin Steinsaltz. Con un uso de las entrevistas similar a The Cave, los nuevos tratamientos formales de los fragmentos conducen a un resultado muy diferente. Específicamente, «el sonido a cámara lenta» («slow motion sound») (una idea que Reich tenía en los años sesenta pero que técnicamente solo fue posible en ese momento) permite que uno considere y que oiga a las personas hablar en cámara lenta sin cambiar el tono. Otra nueva técnica, el «cuadro de sonido congelado» («freeze frame sound») es el equivalente sonoro de un plano congelado en el cine, y consiste en que una sola vocal o consonante está ampliada y deja durante mucho tiempo un rastro audible en cada altavoz, que se convierte en parte de la armonía total. Además, un robot parlante tiene un papel importante en la narración. Las dos versiones de la creación se vuelven a presentar de varias maneras. Diversas actitudes hacia la ciencia y la tecnología que tan ávidamente abrazamos, se encajan en los fragmentos de las entrevistas, incluyendo una perspectiva religiosa no escuchada en la discusión pública. 

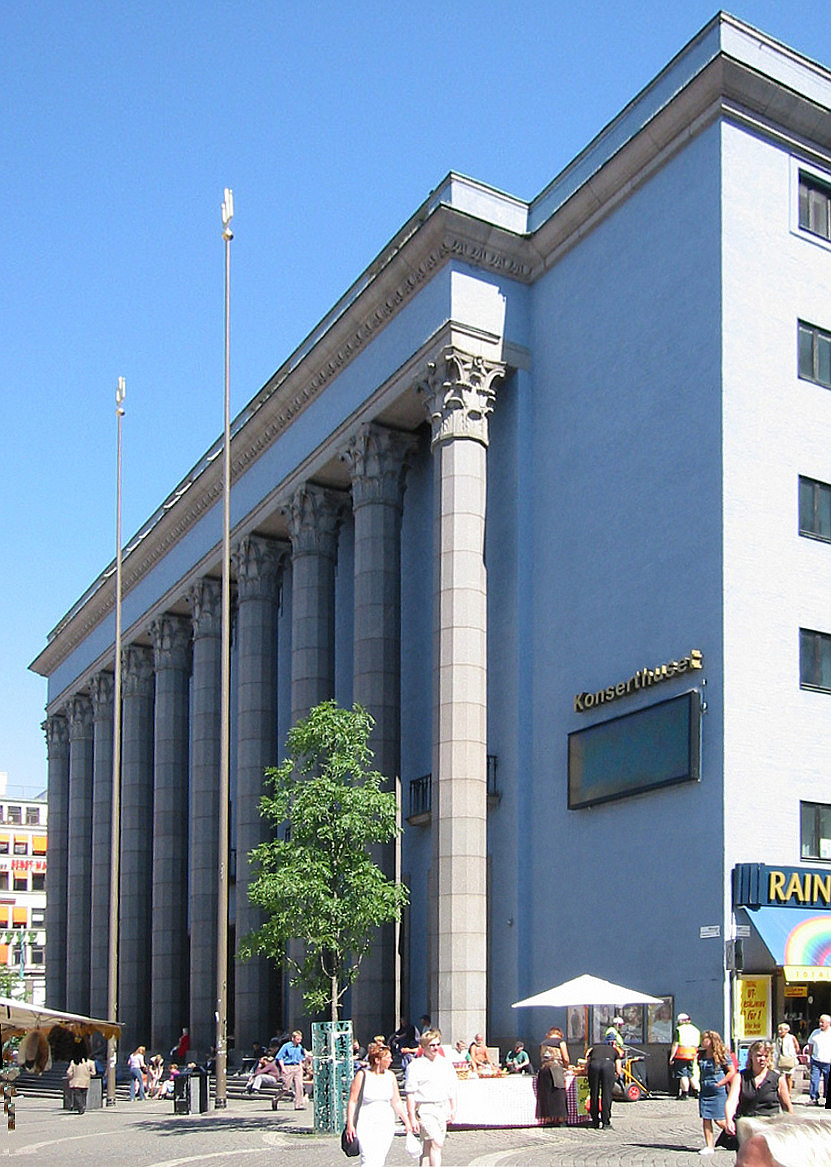
Stockholms Konserthus de Estocolmo, lugar donde se entrega anualmente el Polar Music Prize, que Steve Reich recibió en 2007.

Reich también volvió a componer trabajos puramente instrumentales para las salas de concierto, comenzando con Triple Quartet (1998) escrito para el Kronos Quartet que puede ser interpretado tanto para cuarteto de cuerdas y cinta (tres cuartetos de cuerda) o por una orquesta de 36 instrumentos. Según Reich, la obra está influenciada por Bartók y los cuartetos de cuerda de Alfred Schnittke. Esta vena instrumental continuó con las obras Dance Patterns («Patrones de danza», 2002), Cello Counterpoint («Contrapunto para violonchelo», 2003), y la serie de obras centrada en las variaciones: You Are (Variations) (2004) —un trabajo que vuelve de nuevo a la escritura vocal de obras como Tehillim o The Desert Music— Variations for Vibes, Pianos, and Strings (2005), para la London Sinfonietta) y Daniel Variations (2006). 
En una entrevista muy reciente en «The Guardian», Reich indicó que continúa siguiendo esta dirección con una obra todavía sin nombre encargada por un el conjunto americano «eighth blackbird», que consiste en el mismo quinteto instrumental de la obra de Schoenberg de 1912, Pierrot Lunaire, —flauta, clarinete, violín o viola, violoncelo y piano— añadiéndole percusión. Reich piensa que volverá otra vez con la cinta, y que está pensando en Agon de Stravinsky (1957), como modelo para una futura obra instrumental. 
En el año 2007 Steve Reich y el saxofonista Sony Rollins fueron distinguidos con el Premio de Música Polar 2007 («Polar Music Prize»), que otorga la Real Academia Sueca, considerado el Premio Nobel de la Música. La justificación del galardón dice que Reich ha logrado «de un modo personal, e inspirado por diferentes culturas, que la variación minimalista se convierta en un universo completo de música con una sonoridad de belleza inmediata». Reich ha trasladado además cuestiones sobre la fe, la sociedad y la filosofía «a un sonido hipnótico que ha inspirado a músicos y creadores de todos los géneros».

## Su música

### Influencias
El estilo de composición de Reich ha influido a muchos otros compositores y grupos musicales, entre ellos a Philip Glass (especialmente en sus primeras obras), John Adams, la banda de rock progresivo King Crimson, el guitarrista de New Age Michael Hedges, el músico electrónico y de arte-pop Brian Eno, los compositores asociados con el festival Bang on a Can (entre ellos David Lang, Michael Gordon y Julia Wolfe), y el músico de rock indie Sufjan Stevens. 
La banda canadiense de post-rock Godspeed You! Black Emperor compuso una canción, no comercializada, titulada Steve Reich
Su música también ha sido una fuente de inspiración para los músicos de Ambient y Techno. Una línea melódica de su obra de 1987 Electric Counterpoint fue utilizada por The Orb en su Little Fluffy Clouds de 1991. Esta conexión ha sido honrada en un álbum de 1999 por DJs y músicos electrónicos, «Reich Remixed», editado por Nonesuch Records.
Las obras de Reich, Come Out e It's Gonna Rain se citan como tempranos ejemplos de cómo los principios de la música minimalista han evolucionado a la par que los avances en la tecnología, y han servido de modelo para su aplicación en los bucles y el retardo («delay») en la música electrónica de baile contemporáneo. Otro paralelismo entre la obra de Reich y la música electrónica de baile es el énfasis en un mínimo de forma —en contraposición a un mínimo de material— en el que elementos sónicos como el timbre y la textura se utilizan para «acumular» sonido en una dirección vertical. La masificación, de hecho, ha evolucionado hasta convertirse en un movimiento de la música electrónica de baile en el que la extrema densidad se crea con un número relativamente limitado de elementos sónicos. Esta evolución se hace eco de una evolución similar en el trabajo de Reich, y de otros compositores minimalistas, que han pasado de la simplicidad a las combinaciones más complejas de pulsos y poliritmos. Los practicantes de la música electrónica de baile también han adoptado el «ritmo como melodía» («rhythm as melody»), estética que Reich adoptó después de estudiar los tambores africanos en Ghana y se enfrentan a los «repicantes timbres» («chiming timbres») producidos por las orquestas de gamelan indonesio.
John Adams ha comentado:

(...) Para él, la pulsación y la tonalidad no son sólo artefactos culturales. Fueron el alma de la experiencia musical, de las leyes naturales. Fue su triunfo encontrar una manera de abrazar estos principios fundamentales y crear una música que se sentía auténtica y nueva. No reinventó la rueda, pero nos ha mostrado una nueva manera de montar.
John Adams

También ha influenciado a artistas visuales como Bruce Nauman, y ha expresado su admiración por el montaje que la coreógrafo Anne Teresa De Keersmaeker hace con sus obras (Fase (1983), set de cuatro de sus primeras obras; Drumming (1998); y Rain, con música de Music for 18 Musicians).
Otros coreógrafos conocidos han creado obras con la música de Reich, incluyendo a Jirí Kylían (Falling Angels, un montaje sobre «Drumming Part I»), a Jerome Robbins para el ballet clásico de New York City (Eight Lines) y a Laura Dean. Laura Dean ha usado en sus coreografías muchas obras de Reich, como en sus obras Quartet Squared (Phase Patterns) (1972), Square Dance (1972) Walking Dance (con música de Clapping, 1972) Drumming (1975), Tehilim (1984), Impact (1985), Force Field (1986) o Space (1988). Otros coreógrafos importantes que han usado música de Reich son Eliot Feld, Alvin Ailey, Lar Lubovitch, Maurice Béjart, Lucinda Childs, Siobhan Davies y Richard Alston. 
Reich a menudo cita a Pérotin, Johann Sebastian Bach, Debussy y Stravinsky como los compositores que admira, de cuya tradición deseaba formar parte cuando era un joven compositor. El jazz es una parte importante en la formación del estilo musical de Reich, y dos de las primeras influencias en su obra fueron las vocalistas Ella Fitzgerald y Alfred Deller, cuyo énfasis en las capacidades artísticas de la voz sola con poco vibrato y otras alteraciones, fue una inspiración en sus primeras obras. El estilo de John Coltrane, que Reich ha descrito como «tocando muchas notas con pocas armonías» («playing a lot of notes to very few harmonies»), también le influyó, en especial el LP «Africa/Brass», que «era básicamente media hora en Fa». La influencia del jazz incluye sus raíces, y Reich también estudió la música de África del oeste en sus lecturas y en una visita que hizo a Ghana. Otras influencias importantes fueron Kenny Clarke y Miles Davis, y otros artistas visuales amigos suyos como Sol Lewitt y Richard Serra.

## Catálogo de obras
| Año       | Obra | Tipo de obra               | Duración |
| 1965      | It's Gonna Rain, para cinta. | Música para cinta          | 17:00    |
| 1966      | Come Out, para cinta. | Música para cinta          | 13:00    |
| 1966      | Melódica, para cinta. | Música para cinta          | 11:00    |
| 1967      | Piano Phase, para dos pianos (también pueden ser dos marimbas). | Música solista (pianos)    | 15-21:00 |
| 1967      | Violin Phase, para violín y cinta o cuatro violines. | Música solista (violín)    | 15-18:00 |
| 1967      | My Name Is, para tres cintas recorders and performers (solo manuscrito) | Música para cinta          | 07-15:00 |
| 1968      | Pendulum Music, para 3 o 4 micrófonos, amplificadores y altavoces. |                            | 05-8:00  |
| 1970      | Four Organs, para cuatro órganos eléctricos y maracas. | Música instrumental        | 16-22:00 |
| 1970      | Phase Patterns, para cuatro órganos eléctricos. | Música solista (órgano)    | 15-18:00 |
| 1970-71   | Drumming, para 4 pares de tuned bongo drums, 3 marimbas, 3 glockenspiels, 2 voces femeninas, whistling y piccolo. |                            | 55-86:00 |
| 1972      | Clapping Music, para dos músicos dando palmas (ambos músicos amplificados). |                            | 03-5:00  |
| 1973      | Music for Pieces of Wood, para cinco parejas de tuned claves |                            | 07-10:00 |
| 1973      | Music for Mallet Instruments, Voices, and Organ (4 marimbas, vibráfono, 2 voces femeninas (S & A) (long tones with organ) |                            | 17-20:00 |
| 1973      | Six Pianos, para seis pianos (versión para seis marimbas, como «Six Marimbas»). | Música solista (pianos)    | 24:00    |
| 1974-76   | Music for 18 Musicians, para ensemble. | Música instrumental        | 55-65:00 |
| 1978      | Music for a Large Ensemble (con 2 voces femeninas (S.A) (woodwinds, pianos, voces y cuerdas amplificadas). | Música instrumental        | 17:00    |
| 1979      | Variations for Winds, Strings, and Keyboards, para orquesta. | Música de orquesta         | 21:30    |
| 1979      | Octet (see Eight Lines (1983) | Música instrumental        |          |
| 1981      | Tehillim, para voces y ensemble (Texto: Psalms 19, 34, 18, 150 (Heb) (hay versión para orquesta) | Música vocal (orquesta)    | 30:00    |
| 1982      | Vermont Counterpoint, para flauta amplificado y cinta. (versión para ensemble de 8 flautas). | Música solista (flauta)    | 09:00    |
| 1984      | The Desert Music, para coro amplificado (27), y orquesta (Texto: William Carlos Williams (E)) | Música vocal (orquesta)    | 46:00    |
| 1984      | The Desert Music, para 10 cantantes (amplificados) y orquesta reducida (Texto: William Carlos Williams (E)) | Música de orquesta         | 46:00    |
| 1983      | Eight Lines, para ensemble | Música instrumental        | 17:30    |
| 1984      | Sextet, para percusión y teclados. | Música instrumental        | 28:00    |
| 1985      | New York Counterpoint, para clarinete amplificado y cinta, o 11 clarinetes. | Música solista (clarinete) | 11:00    |
| 1985      | New York Counterpoint (Saxophone Quartet version) Arranged for amplificado saxophone quartet by Susan Fancher for the Vienna Saxophone Quartet, saxophone quartet (SATB) con cinta. | Música instrumental        | 11:00    |
| 1985      | New York Counterpoint (saxo soprano solista + cinta) (Arrangement for solo amplificado soprano saxophone and cinta by Susan Fancher | Música instrumental        | 11:00    |
| 1986      | Six Marimbas (transcripción de «Six Pianos», 1973), para 6 marimbas | Música instrumental        | 24:00    |
| 1986      | Three Movements, para orquesta. | Música de orquesta         | 15:00    |
| 1987      | Electric Counterpoint, para guitarra eléctrica o ampliied acoustic guitarra y cinta (Guitarra solista amplificada y cinta, o guitarra ensemble. Ensemble consistente en 12 guitarras y 2 bajos eléctricos.) | Música instrumental        | 15:00    |
| 1987      | The Four Sections, para orquesta. | Música de orquesta         | 25:00    |
| 1988      | Different Trains, para cuarteto de cuerda y cinta. | Música de cámara           | 27:00    |
| 2000      | Different Trains (1988, orquestado en 2000) (versión para orquesta de cuerda), para orquesta de cuerda y cinta - withdrawn 2003 |                            | 27:00    |
| 1990-93   | The Cave. Music and Video theatre work (Video by Beryl Korot) Texto: Biblia (E), Corán y material documental (E), requires six screens, video projectors, multi channel synchronoized video playback |                            | 122:00   |
| 1993      | Duet, para dos violines solistas y ensemble de cuerdas. |                            | 05:00    |
| 1993      | Typing Music [Genesis XII], para percusión de «The Cave, Act I», for amplificado computer keyboard, 2 clapping, 2 claves, 2 BD |                            | 03:00    |
| 1993-2003 | The Cave (extractos), para voces amplificadas y ensemble. |                            | 18:00    |
| 1994      | Nagoya Marimbas, para dos marimbas. | Solista (marimbas)         | 05:00    |
| 1996      | Nagoya Guitars (1994, transcrita 1996) transcripción para dos guitarras por David Tannebaum en colaboración con el compositor. |                            | 05:00    |
| 1995      | City Life, para ensemble amplificado. |                            | 24:00    |
| 1995      | Proverb, para voces y ensemble (Ludwig Wittgenstein (E)) |                            | 15:00    |
| 1998      | Triple Quartet, para cuarteto de cuerdas amplificado (con cinta pregrabada), o tres cuartetos de cuerda, u orquesta de cuerda. |                            | 20:00    |
| 1999      | Know What Is Above You, para cuatro voces de mujer (S, S, A, A) y 2 percusiones. (tamborims) |                            | 03:30    |
| 2000      | Electric Guitar Phase, para guitarra eléctrica y cinta pregrabada (arreglo de «Violin Phase», 1967) |                            | 15-18:00 |
| 2000      | Tokyo/Vermont Counterpoint, para KAT MIDI mallet y cinta pregrabada (arrangement of Vermont Counterpoint (1981) |                            | 09:00    |
| 2002      | Three Tales. Video Opera. Video de Beryl Korot [Acto I: Hindenburg - Acto II: Bikini - Acto III: Dolly], para 5 voces, percusión (4), string quartet—prerecorded video y cinta de audio (DA-88 Digital cinta recorder and high-quality video projection equipment required all voices and instruments amplificado) [16’ - 22’ - 27’] | Música escénica (ópera)    | 65:00    |
| 2002      | Dance Patterns, para 2 xylófonos, 2 vibráfonos y 2 pianos. | Música instrumental        | 06:00    |
| 2003      | Cello Counterpoint, para violonchelo amplificado y cinta multicanal. |                            | 15:00    |
| 2004      | You Are (Variations) (texto: Rabbi Nachman of Breslov (E), Psalms (Heb.), Wittgenstein (E) & Pirke Avot (Heb.), para ensemble amplificado y voces. |                            | 25:00    |
| 2004      | For Strings (with Winds and Brass) (1987/2004), para orquesta. | Música de orquesta         | 12:00    |
| 2005      | Variations for Vibes, Pianos and Strings, pieza de danza para vibráfonos, pianos y cuerdas. | Ballet                     | 25:00    |
| 2006      | Daniel Variations, para large ensemble (Texto: «Book of Daniel»; Daniel Pearl (E)) | Música vocal (orquesta)    | 30:00    |

### Discografía
| Título CD                                         | Obra | Intérpretes | Discográfica                     |
| Steve Reich: Works 1965-95                        | The Cave (excerpts); City Life; Come Out; Clapping Music; The Desert Music; Different Trains; Drumming; Eight Lines; Electric Counterpoint; Four Organs; The Four Sections; It's Gonna Rain; Music for 18 Musicians; Music for Mallet Instruments, Voices, and Organ; Nagoya Marimbas; New York Counterpoint; Piano Phase; Proverb; Sextet; Six Marimbas; Tehillim; Three Movements | Varios artistas | Nonesuch 79451 (10 CD box)       |
| Phases - A Nonesuch Retrospective                 | Music for 18 Musicians, Drumming, You Are (Variations), Different Trains, Tehillim, The Desert Music, Cello Counterpoint, Eight Lines, Proverb, Come Out, Music for Mallet Instruments, Voices and Organ, Electric Counterpoint, New York Counterpoint and Triple Quartet | Varios artistas, como Pat Metheny, Kronos Quartet, Michael Tilson Thomas, Steve Reich & Musicians y Evan Ziporyn.                                                                            | Nonesuch (5 CD box)              |
| Drumming                                          | Drumming | So Percussion | Cantaloupe records CA21026       |
| Live 1977                                         | Six Pianos | Steve Reich and Musicians at The Kitchen 1977 (grabación en directo completamente sin editar)                                                                                                | Orange Mountain Music 0018.      |
| Live 1977                                         | Pendulum Music | Steve Reich and Musicians at The Kitchen 1977 (grabación en directo completamente sin editar)                                                                                                | Orange Mountain Music 0018.      |
| Live 1977                                         | Violin Phase | Steve Reich and Musicians at The Kitchen 1977 (grabación en directo completamente sin editar)                                                                                                | Orange Mountain Music 0018.      |
| Live 1977                                         | Music for Pieces of Wood | Steve Reich and Musicians at The Kitchen 1977 (grabación en directo completamente sin editar)                                                                                                | Orange Mountain Music 0018.      |
| Live 1977                                         | Drumming-Part Four | Steve Reich and Musicians at The Kitchen 1977 (grabación en directo completamente sin editar)                                                                                                | Orange Mountain Music 0018.      |
| Drumming                                          | Drumming | Steve Reich and Musicians (recorded by Deutsche Grammophon in 1974. Re-released 2004). | Deutsche Grammophon DG 474 323-2 |
| Eigh Lines - City Life                            | City Life | Peter Rundel: conductor | RCA/BMG 74321 66459 2            |
| Eigh Lines - City Life                            | New York Counterpoint | Roland Diry: clarinets | RCA/BMG 74321 66459 2            |
| Eigh Lines - City Life                            | Eight Lines | Bradley Lubman: conductor | RCA/BMG 74321 66459 2            |
| Eigh Lines - City Life                            | Violin Phase | Jagdish Mistry: violín. | RCA/BMG 74321 66459 2            |
| Steve Reich                                       | Tehillim | ALARM WILL SOUND and OSSIA, dirigido por Alan Pierson. Producida por Bang on a Can | Cantaloupe Records CA21009       |
| Steve Reich                                       | The Desert Music | ALARM WILL SOUND and OSSIA, dirigido por Alan Pierson. Producida por Bang on a Can | Cantaloupe Records CA21009       |
| The Cave                                          | The Cave | Steve Reich Ensemble / Paul Hillier | Nonesuch 79327                   |
| The Desert Music                                  | The Desert Music | Steve Reich and Musicians; Brooklyn Philharmonic Orchestra & Chorus / Michael Tilson Thomas                                                                                                  | Nonesuch 79101                   |
| Drumming                                          | Drumming | Steve Reich and Musicians | Nonesuch 79170                   |
| Different Trains                                  | Different Trains | Kronos Quartet, Pat Metheny, guitar | Nonesuch 79176                   |
| Different Trains                                  | Electric Counterpoint | Kronos Quartet, Pat Metheny, guitar | Nonesuch 79176                   |
|                                                   | Four Organs (reissued) | Michael Tilson Thomas, Steve Reich, Ralph Grierson, Roger Kellaway, Tom Raney (Also includes, The Rite of Spring by Igor Stravinsky, arranged for two pianos, and Three Dances by John Cage) | Angel Classics #67691            |
| Music for 18 Musicians                            | Music for 18 Musicians | Steve Reich and Musicians | Nonesuch 79448                   |
| Music for 18 Musicians                            | Music for 18 Musicians | Steve Reich and Musicians | ECM New Series 78118-21129       |
| Music for 18 Musicians                            | Music for 18 Musicians | Ensemble Modern, Lubman | BMG 09026-68672                  |
| Music for 18 Musicians                            | Music for 18 Musicians (Live recording in Budapest) | Amadinda and Musicians | Hungaraton 33208                 |
| Tehillim                                          | Tehillim | Steve Reich and Musicians | ECM New Series 21215             |
| Tehillim                                          | Tehillim | Schoenberg Ensemble/ Reinbert de Leeuw. London Symphony Orchestra / Michael Tilson Thomas | Nonesuch 79295                   |
| Tehillim                                          | Three Movements | Schoenberg Ensemble/ Reinbert de Leeuw. London Symphony Orchestra / Michael Tilson Thomas | Nonesuch 79295                   |
| You Are - Cello Counterpoint                      | You Are (Variations) | Los Angeles Master Chorale, dirigida por Grant Gershon y por la chelista Maya Beiser | Nonesuch 79891-2                 |
| You Are - Cello Counterpoint                      | Cello Counterpoint | Los Angeles Master Chorale, dirigida por Grant Gershon y por la chelista Maya Beiser | Nonesuch 79891-2                 |
| Sextet - Six Marimbas                             | Sextet | Nexus, Steve Reich and Musicians, Manhattan Marimba Quartet | Nonesuch 79138                   |
| Sextet - Six Marimbas                             | Six Marimbas | Nexus, Steve Reich and Musicians, Manhattan Marimba Quartet | Nonesuch 79138                   |
|                                                   | Music for a Large Ensemble | Steve Reich and Musicians | ECM New Series 78118-21168       |
|                                                   | Octet | Steve Reich and Musicians | ECM New Series 78118-21168       |
|                                                   | Violin Phase | Steve Reich and Musicians | ECM New Series 78118-21168       |
|                                                   | Variations for Winds, Strings, and Keyboards (reissued) | San Francisco Symphony Orchestra, dirigida por Edo de Waart. Steve Reich & Musicians | DGG- 20/21 Series - 4715912      |
| Reich- Ensemble Avantgarde                        | Phase Patterns | Ensemble Avantgarde | Wergo 6630                       |
| Reich- Ensemble Avantgarde                        | Pendulum Music | Ensemble Avantgarde | Wergo 6630                       |
| Reich- Ensemble Avantgarde                        | Piano Phase | Ensemble Avantgarde | Wergo 6630                       |
| Reich- Ensemble Avantgarde                        | Four Organs | Ensemble Avantgarde | Wergo 6630                       |
| Reich. Amadinda                                   | Music for Mallet Instruments, Voices, and Organ | Amadinda Percussion Group | Hungaroton 31358                 |
| Reich. Amadinda                                   | Music for Pieces of Wood | Amadinda Percussion Group | Hungaroton 31358                 |
| Reich. Amadinda                                   | Sextet | Amadinda Percussion Group | Hungaroton 31358                 |
|                                                   | Four Organs | Steve Reich, Philip Glass, Jon Gibson, Arthur Murphy, Steve Chambers | New Tone Records RDC5018         |
|                                                   | Phase Patterns (reissued) | Steve Reich, Philip Glass, Jon Gibson, Arthur Murphy, Steve Chambers | New Tone Records RDC5018         |
|                                                   | The Four Sections | London Symphony Orchestra / Michael Tilson Thomas; Steve Reich and Musicians | Nonesuch 79220                   |
|                                                   | Music for Mallet Instruments, Voices, and Organ | London Symphony Orchestra / Michael Tilson Thomas; Steve Reich and Musicians | Nonesuch 79220                   |
|                                                   | Different Trains (for string orchestra) | The Orchestre National de Lyon, dirigida por David Robertson | Naïve MO 782167                  |
|                                                   | Triple Quartet | The Orchestre National de Lyon, dirigida por David Robertson | Naïve MO 782167                  |
|                                                   | The Four Sections | The Orchestre National de Lyon, dirigida por David Robertson | Naïve MO 782167                  |
| New York Counterpoint - Eight Lines - Four Organs | New York Counterpoint | Bang on a Can, Evan Ziporyn, clarinets, Bradley Lubman, cond. | Nonesuch 79481                   |
| New York Counterpoint - Eight Lines - Four Organs | Eight Lines | Bang on a Can, Evan Ziporyn, clarinets, Bradley Lubman, cond. | Nonesuch 79481                   |
| New York Counterpoint - Eight Lines - Four Organs | Four Organs | Bang on a Can, Evan Ziporyn, clarinets, Bradley Lubman, cond. | Nonesuch 79481                   |
| Early Works                                       | Clapping Music | Russ Hartenberger and Steve Reich, perc., Nurit Tilles and Edmund Niemann, pianos | Nonesuch 79169                   |
| Early Works                                       | Come Out | Russ Hartenberger and Steve Reich, perc., Nurit Tilles and Edmund Niemann, pianos | Nonesuch 79169                   |
| Early Works                                       | It's Gonna Rain | Russ Hartenberger and Steve Reich, perc., Nurit Tilles and Edmund Niemann, pianos | Nonesuch 79169                   |
| Early Works                                       | Piano Phase | Russ Hartenberger and Steve Reich, perc., Nurit Tilles and Edmund Niemann, pianos | Nonesuch 79169                   |
| Different Trains                                  | Different Trains | Smith Quartet | Signum Records                   |
| Different Trains                                  | Triple Quartet | Smith Quartet | Signum Records                   |
| Different Trains                                  | Duet | Smith Quartet | Signum Records                   |
| Reich Remixed                                     | A tribute to the composer; various DJs re-work Reich recordings | | Nonesuch 79552                   |
| Triple Quartet                                    | Triple Quartet | Kronos Quartet | Nonesuch 79546                   |
| Triple Quartet                                    | Electric Guitar Phase (1967, 2001) | Dominic Fracsca | Nonesuch 79546                   |
| Triple Quartet                                    | Music for a Large Ensemble | Alarm Will Sound & Ossia Ensembles, alan pierson, conductor | Nonesuch 79546                   |
| Triple Quartet                                    | Tokyo/Vermont Counterpoint (1981, 2000) | Mika Yoshida, MIDI marimba | Nonesuch 79546                   |
| City Life                                         | City Life | Bob Becker and James Preiss, Steve Reich Ensemble / Bradley Lubman. Theatre of Voices/Paul Hillier                                                                                           | Nonesuch 79430                   |
| City Life                                         | Nagoya Marimbas | Bob Becker and James Preiss, Steve Reich Ensemble / Bradley Lubman. Theatre of Voices/Paul Hillier                                                                                           | Nonesuch 79430                   |
| City Life                                         | Proverb | Bob Becker and James Preiss, Steve Reich Ensemble / Bradley Lubman. Theatre of Voices/Paul Hillier                                                                                           | Nonesuch 79430                   |
| Three Tales                                       | Three Tales | Steve Reich Ensemble & Synergy Vocals, dirigidos por Bradley Lubman (DVD & CD set) | Nonsuch Records 79662            |